# Gordon Kirkby
Gordon Kirkby, né le 26 septembre 1958 à Melfort en Saskatchewan, est un homme politique canadien. Il représente la circonscription de Prince Albert—Churchill River à la Chambre des communes du Canada entre 1993 et 1997 sous la bannière du parti libéral. Il est auparavant maire de Prince Albert.

## Biographie
Né à Melfort, Kirkby devient alderman puis maire de Prince Albert en 1988. Il quitte son poste lorsqu'il est élu député à la Chambre des communes en 1993 avec 11 601 votes. Quatre ans plus tard, alors que sa circonscription est redessiné en celle de Prince Albert, il est battu avec 6 965 voix. Sa carrière politique est alors mise sur pause jusqu'en 2015, où il est de nouveau candidat à Prince Albert, encore un fois sans succès.

## Résultats électoraux
|       | Candidat               | Parti        | # de voix | % des voix |
|       | (sortant) Randy Hoback | Conservateur | +19 673,  | 49,79 %    |
|       | Gordon Kirkby          | Libéral      | +07 832,  | 19,82 %    |
|       | Lon Borgerson          | NPD          | +11 244,  | 28,46 %    |
|       | Byron Tenkink          | Vert         | +00761,   | 1,93 %     |
| Total | Total                  | Total        | 39 510    | 100 %      |